# Nur Aini Djafar Alkatiri
Nur Aini Djafar Alkatiri ist eine osttimoresische Finanzbeamtin.

## Familie
Die Familie der Alkatiri sind die Nachkommen von arabischen Einwanderern aus dem Hadramaut im 19. Jahrhundert nach Timor kamen. Nur Aini ist die Tochter von Djafar Alkatiri und die Nichte des ehemaligen  Premierministers Marí Bin Amude Alkatiri.

## Werdegang
Alkatiri war Deputy General Manager for Payments bei der Behörde für Bank- und Zahlungswesen (portugiesisch Autoridade Bancária e de Pagamentos ABP, englisch Bank Payment Authority BPA). Diese wurde 2011 in die Zentralbank von Osttimor umgewandelt. Alkatiri wurde Head of Department of Banking and Payments und am 7. November 2012 stellvertretende Gouverneurin zur Überwachung des Bankwesens (Stand: 2019). Später gab sie das Amt an Rafael Borges ab.

## Veröffentlichungen
- Nur Aini Djafar Alkatiri und H. Soeratno: Analisis Kenijakan Pengedaran Uang Kartal Juli 2007 - Juni 2011 di Republik Demokrasi Timor-Leste, 2012.